# Dimbar
Dimbar («Casa triste» en sindarin) es un lugar ficticio del universo imaginario creado por el escritor británico J. R. R. Tolkien, que aparece en su obra El Silmarillion. Se trataba de una tierra deshabitada al norte de Beleriand, situada entre los bosques de Brethil, al oeste, y de Neldoreth, al este.
Sus límites los constituyeron los ríos Mindeb, al este, y Sirion al oeste y sur; mientras que las montañas del Crissaegrim formaron su frontera norte.
La región era cruzada por el antiguo camino que unía el vado de Brithiach con las colinas de Himring por el valle de Nan Dungortheb. Además, los Orcos de Taur-nu-Fuin construyeron otro camino a través del paso de Anach, uniendo Nargothrond con la llanura de Himlad.
Desde la construcción de ese camino de Anach, Dimbar se convirtió en el campo de lucha de las fuerzas de Morgoth con las de Doriath.